# 建设街道 (盘锦市)
建设街道，是中华人民共和国辽宁省盘锦市双台子区下辖的一个乡镇级行政单位。

## 行政区划
建设街道下辖以下地区：
站前社区、南迁社区、铁路社区、光明社区和铁西社区。